# Chajtachun Taszyrow
Chajtachun Taszyrow (ros. Хайтахун Таширов, ur. 2 marca?/15 marca 1902 we wsi Acza-Mazar w obwodzie fergańskim, zm. 10 lutego 1963 we wsi Kyzył-Szark w Rejonie Karasuu) – przewodniczący kołchozu, dwukrotny Bohater Pracy Socjalistycznej (1951 i 1957).

## Życiorys
Urodził się w dungańskiej rodzinie chłopskiej. W 1924 był jednym z organizatorów artelu pracowniczego, który w 1928 nazwano Kyzył-Szark ("Czerwony Wschód"), a w 1929 na jego bazie założono kołchoz, którego przewodniczącym w 1932 został Taszyrow. Od 1944 należał do WKP(b). Przyczynił się do znacznego rozwoju produkcji bawełny w kołchozie. Był deputowanym do Rady Najwyższej ZSRR 5 kadencji, trzykrotnym deputowanym do Rady Najwyższej Kirgiskiej SRR i delegatem na 11 Zjazd Komunistycznej Partii Kirgistanu. Jego imieniem nazwano kołchoz i szkołę średnią, w której otwarto muzeum jego pamięci.

## Odznaczenia
- Medal Sierp i Młot Bohatera Pracy Socjalistycznej (dwukrotnie – 20 marca 1951 i 15 maja 1957)
- Order Lenina (czterokrotnie)
- Order Czerwonego Sztandaru Pracy

I medale.